# Letis securivitta
Letis securivitta là một loài bướm đêm trong họ Erebidae.